# Батюшково (Дмитровский городской округ)
Батюшко́во — село в Дмитровском районе Московской области. Население — 14 чел. (2010).
Поблизости от села расположены Канал имени Москвы и платформа Морозки Савёловского направления МЖД.

## История
В середине XVII века оно было вотчиной думного дворянина А. И. Нестерова (1660 г.), затем — боярина Б. М. Хитрово и князя Ф.С. Урусова, в начале XVIII века владельцем стал М. Ф. Куракин (муж дочери Ф. С. Урусова). С 1726 года И. И. Сьянов и с 1751 года село принадлежало мужу его дочери капитану И. В. Тараканову, в конце века — И. Т. Тишкову, с середины XIX века — А. А. Голицын, после него — промышленник С. Д. Ширяев и (до революции) его наследники.

## Население
| 2002 | 2006 | 2010 |
| ---- | ---- | ---- |
| 17   | ↘12  | ↗14  |

## Достопримечательности

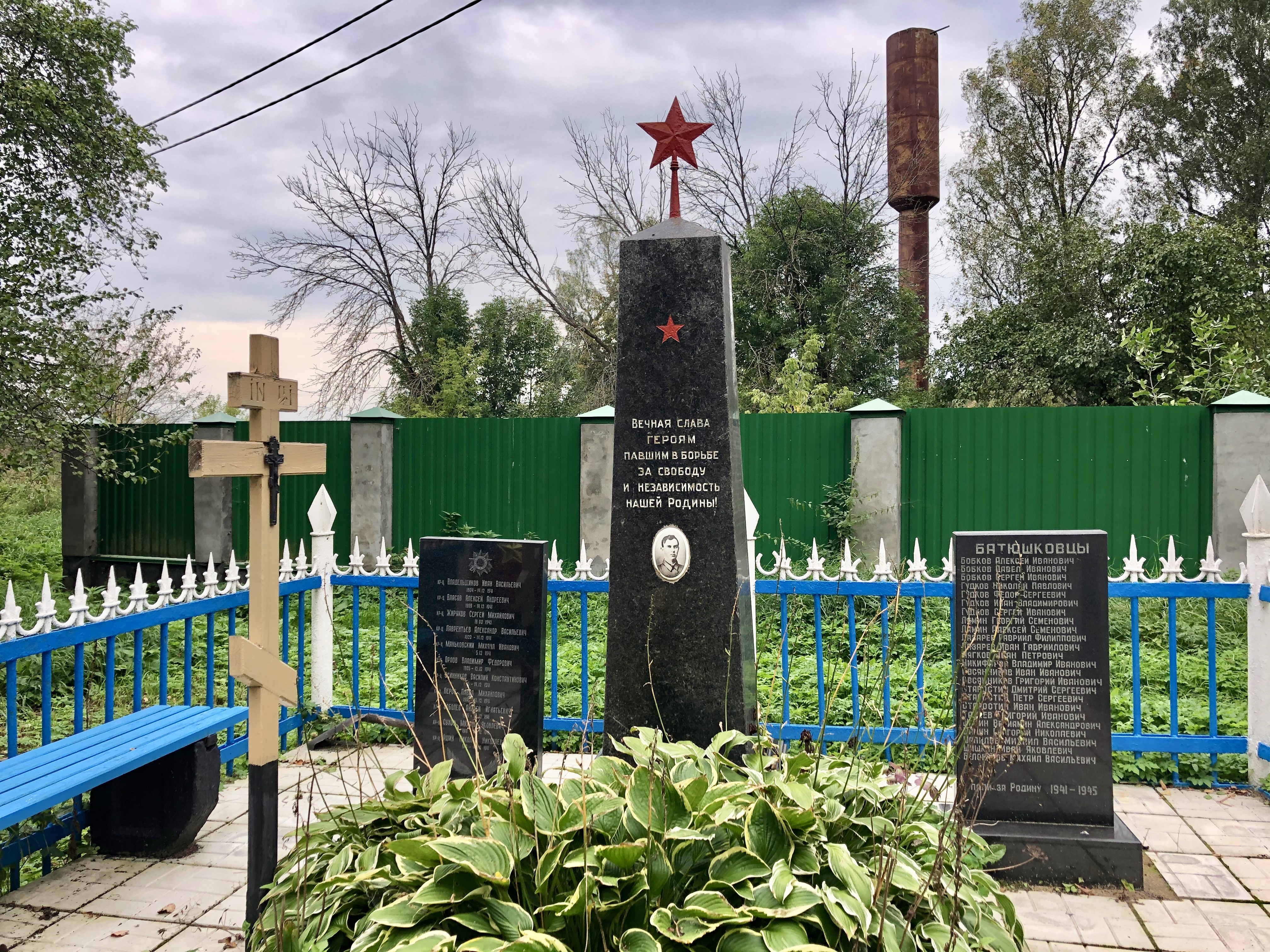
Братская могила советских воинов в селе Батюшково Дмитровского района Московской области

- Раньше в селе имелась усадьба конца XIX века. После того, как в начале 1980-х годов были разрушены деревянный главный дом и флигель усадьбы, остались лишь части подъездной аллеи и пейзажного липового парка.

- Главной достопримечательностью Батюшково сейчас является Церковь Николая Чудотворца (Никольская церковь), построенная в 1666 году на средства А. И. Нестерова (по другим данным в 1670-х годах Б. М. Хитрово). Церковь с 1990 года является действующей (была закрыта в 1939).

- Братская могила односельчан, погибших в годы Великой Отечественной войны.